# Quellenkennung
Quellenkennung (oder Quellenerkennung) ist im Fernsehen die dauerhafte Einblendung eines Senderlogos in Form eines Inserts am Bildrand, die nur bei Fernsehwerbung ausgeschaltet wird.

## Geschichte
Die Quellenkennung stammt aus dem US-amerikanischen Fernsehen. Im März 1947 gab es in den Vereinigten Staaten lediglich acht Fernsehsender, wovon drei ausschließlich in New York zu empfangen waren. Große Städte hatten meist nur einen Sender (Chicago, Philadelphia, St. Louis und Washington, D.C.). Die Sender waren technisch noch Antennenfernsehen, so dass die Reichweite nicht sehr groß war. Aus diesem Grund konnte der Zuschauer oft nur ein Programm empfangen. Für den Zuschauer war es deshalb leicht, den empfangenen Sender ohne besondere Hilfsmittel zu erkennen.
Die Vielzahl der in einer Region empfangbaren, meist privaten Fernsehstationen machte später ihre Unterscheidbarkeit durch den Fernsehzuschauer erforderlich. Nachweise einer ersten Quellenkennung sind bereits 1951 festzustellen. In den Vereinigten Staaten wird seit Dezember 1969 gesetzlich vorgeschrieben, dass Radio- und Fernsehsender eine regelmäßig auszustrahlende „station identification“ aufweisen müssen. Sie muss aus dem Rufzeichen (wie WABC-TV New York) und dem Sitz des Senders bestehen.

## Deutschland

Logo des Ersten

Logo von WDR Fernsehen

In Deutschland wurde die Quellenkennung erst spät eingeführt. Anstatt dessen sendete man im Fernsehen als akustisches Signal das Pausenzeichen aus dem Radio desselben Senders und benutzte visuell das optische Senderlogo (Pausenbild). Durch den Beginn des Privatfernsehens im Januar 1984 änderte sich die Fernsehlandschaft auch in Deutschland. Waren bisher lediglich meist drei Fernsehprogramme empfangbar (Erstes Deutsches Fernsehen, ZDF und das jeweilige Dritte Programm), so kamen innerhalb weniger Jahre mehrere Sender hinzu. Die Einführung des Kabelfernsehens schaffte die Reichweitenprobleme des Antennenfernsehens ab und erhöhte nochmals die Anzahl der empfangbaren Stationen. Mit einer Senderkennung hatten die privaten Fernsehsender in Deutschland ab Januar 1984 begonnen.
Ein Rechtsstreit entstand im August 1997 zwischen kabel eins und der ARD wegen der Ähnlichkeit von Quellenkennungen in beiden Fernsehsendern. Die stilisierte „1“ wurde seit dem 15. April 1993 dauerhaft als Quellenkennung oben links in das Fernsehbild des „Ersten Deutschen Fernsehens“ der ARD eingeblendet. Sie findet darüber hinaus im Rahmen der ARD auch sonst vielfältige Verwendung in der Vermarktung und genießt seit dem 25. März 1993 Markenschutz. Seit Ende 1994 trägt „kabel eins“ seinen Namen, dessen Marke seit dem 12. Juni 1995 geschützt ist. „Kabel eins“ wurde am 21. August 1997 mittels Unterlassungsklage untersagt, die Marke weiter zu verwenden. Sie bestehe aus einem perspektivisch dargestellten spiralförmigen Band, dessen Ende die Form einer „1“ aufweise. Der Bundesgerichtshof hat die Klage der ARD im Hauptverfahren abgewiesen und damit „kabel eins“ die Weiterverwendung ermöglicht.

## Technische Gestaltung
Es handelt sich meistens um eine graustufige transparente Logo-Quellenkennung in der oberen linken oder rechten Bildecke, wobei diese vereinzelt auch am unteren Bildrand positioniert. Technisch wird dies umgesetzt durch einen Schriftensetzer in der Sendestraße. Die Quellenkennung ist inzwischen integraler Bestandteil des „on air-Styleguide“ und damit der Corporate Identity von Fernsehsendern. Sie dient zur optischen Orientierung beim Empfang von Fernsehprogrammen und zur Identifizierung des eingeschalteten Senders. Das ZDF hatte festgestellt, dass seine „visuelle Markenpräsenz im Wettbewerbsvergleich unterentwickelt, die Designmerkmale für eine erfolgreiche Kommunikation nach außen nicht prägnant genug waren“. Es wurde ein neues Dachmarkenzeichen eingeführt, das als ordnendes, übergeordnetes Leitbild für alle Kommunikationsaktivitäten dienen soll. Der Sender hatte mehrfach sein Logo geändert. Das Erste galt von 1962 bis 1989, das nächste bis 1992. Beim ZDF und den anderen Fernsehsendern wird inzwischen das Logo von Visitenkarten bis zur Vermarktung benutzt. Ziel ist die Stärkung der Marke und seiner journalistischen Kernwerte. Weiteres Motiv für die Quellenkennung ist ein gewisser Urheberrechtsschutz von Eigenproduktionen und Kinofilmen im Fernsehen, weil andere Fernsehsender oder private Aufzeichnungen die Quellenkennung mit übernehmen.